# Lidio Ettorre
Lidio Ettorre (Giulianova, 3 dicembre 1893 – Giulianova, 1977) è stato un anarchico italiano.
Attivo dal 1910. Sottoscrittore di stampa anarchica. Dal 1912 collabora con la redazione anconetana di «Volontà». Contribuisce nello stesso anno alla costituzione del locale gruppo anarchico. Segnalato come anarchico nel 1913, dopo essersi fatto notare per propaganda astensionista. Sempre nel 1913 contribuisce alla costituzione di un meno noto gruppo intitolato a Francisco Ferrer y Guardia. Attivo nel locale Fascio anticlericale e nella propaganda laica e razionalista, nelle organizzazioni dei lavoratori della terra e nelle leghe artigiane, nella propaganda antimilitarista e in quella per la liberazione delle vittime politiche; è tra i promotori della costituzione della Casa del Popolo di Giulianova. Scrive per «La Sveglia», periodico teramano che raccorda anarchici, socialisti rivoluzionari e sindacalisti attivi in provincia. Partecipa allo sciopero della settimana rossa. È in prima linea contro il bellicismo dilagante e nelle agitazioni antimilitariste, fino agli scontri di piazza con gli interventisti. Oratore dei comizi contro le compagnie di disciplina del 24 maggio a Giulianova e del 20 settembre 1914 a Teramo.

## Guerra e antimilitarismo
Richiamato alle armi nel 1915, assegnato al 6º reggimento bersaglieri ciclisti, 11ª compagnia di stanza a Bologna. Segnalato dalle autorità militari per propaganda anarchica e antimilitarista tra i soldati. Viene spostato ad Udine. Collabora con la redazione de «Il Libertario». A causa del contenuto di una lettera destinata a Pasquale Binazzi, si apre su di lui un'indagine per «complotto insurrezionale contro le autorità militari». Viene incarcerato con l'accusa di propaganda disfattista. Inizia il processo nel quale si rischia la pena di morte, presso il Tribunale Militare di Venezia; l'avvocato difensore, Giuseppe Romualdi, soltanto facendo passare l'ipotesi “insano di mente” riuscirà a salvarlo. La vicenda si conclude con la assoluzione e poi con il deﬁnitivo riconoscimento della inattitudine al servizio militare per vizio cardiaco, congedato “con onore”. Continua nella propaganda antimilitarista e rivoluzionaria, nella convinzione che in Italia potrebbe ripetersi quanto avvenuto in Russia: fine del conflitto e scoppio della rivoluzione. Nel periodo 1916-'17 è a Torino, attivo nell'organizzare i fasci rivoluzionari che raggruppano anarchici, elementi della sinistra socialista, quella giovanile e il sindacalismo contrario alla guerra. Passa al Partito Socialista Italiano (PSI), schierandosi con la frangia facente capo a Amadeo Bordiga. Torna a Giulianova con l'incarico di corrispondente dell'«Avanti».

## Dopoguerra
Dal 1919 è dirigente della sezione della Lega Proletaria e del gruppo giovanile socialista di Giulianova. Con Attilio Conti è tra gli oratori del comizio di Giulianova del 19 ottobre 1919 in solidarietà alla Russia sovietica e contro il governo italiano, la controrivoluzione bianca e l'aggressione imperialista. Oratore di svariati comizi promossi dalla Lega Proletaria, che spesso e volentieri degenerano in scontri con i nazionalisti e i dannunziani. La frequenza di episodi del genere è così alta che su Giulianova inizia a parlarsi di «roccaforte rossa d'Abruzzo». Oratore di molti comizi elettorali per le elezioni del 1919.

## Il biennio rosso
Dal 1920 porta la sezione giovanile socialista al completo a svincolarsi dalla disciplina di partito, votando una mozione in cui si ribadisce l'antiparlamentarismo e si dichiara di condividere «il contegno prettamente rivoluzionario degli anarchici». Al suo fianco opera anche Vincenzo Cerminiani. Si crea a tutti gli effetti in città un coordinamento rivoluzionario di base diretto dagli anarchici e capace di coinvolgere sindacalisti, socialisti e Lega Proletaria: «la Lega proletaria, il Circolo giovanile e la Sezione adulta sono per il Fronte unico rivoluzionario». Ettorre è attivissimo nell'elaborazione delle strategie d'azione per la formazione dei gruppi locali del Fronte unico rivoluzionario (FUR), nella partecipazione diretta alle lotte in corso su questioni concomitanti sul piano nazionale e locale quali il caroviveri, il pacifismo, l'antimilitarismo, la campagna contro l'invio dei soldati italiani in Albania, la campagna per il ritiro delle truppe 'bianche' dalla Russia sovietica, l'emancipazione morale e materiale del proletariato, le libertà e i diritti sindacali. In risposta alla propaganda nazionalista e patriottica dilagante fa affiggere in città la seguente targa, in memoria della grande strage proletaria che è stata la Grande guerra: «Ai proletari/vittime della/guerra borghese/i reduci/della Lega Proletaria/memori/2 maggio 1920». Guida la lotta dei contadini per la riforma del patto colonico. Scrive per «Umanità Nova» e per «Falce e Martello». Promotore delle assemblee di Giulianova del 1 e del 12 luglio 1920 in solidarietà ai «rivoltosi di Ancona» e per la liberazione dei prigionieri politici. Promotore nel mese di agosto di una mobilitazione contro gli eccidi proletari. Oratore del comizio di Caramanico del 30 agosto 1920 contro gli eccidi proletari e per la liberazione dei prigionieri politici. Organizzatore del comizio di propaganda anarchica di Guglielmo Boldrini del 10 settembre 1920 presso i locali della Lega Proletaria. Organizzatore di una mobilitazione popolare anticapitalista del 12 settembre 1920 contro la propaganda nazionalista e della ‘vittoria mutilata’. Promotore nell'ottobre 1920 di un convegno provinciale tra i dirigenti del movimento anarchico, socialista astensionista, del circolo giovanile socialista e della Lega Proletaria per stabilire come organizzare al meglio i gruppi d'azione del FUR e «strappare ai vari arruffoni della socialdemocrazia» la direzione del movimento politico- sindacale. In occasione delle amministrative è attivissimo nella propaganda astensionista: «domani [10 ottobre 1920] vi saranno due comizi. Parleranno il segretario della sezione socialista Pica ed il propagandista Ettorre. Nella Lega Proletaria gli astensionisti hanno avuto la maggioranza e quindi essi con entusiasmo appoggeranno la lotta astensionista. La Federazione socialista provinciale non può darsi pace». Arrestato preventivamente e detenuto per un mese. Liberato nel novembre 1920.

## Lo scontro col fascismo
In vista dell'assise livornese, invia adesione al congresso frazionista di Imola per schierarsi con Bordiga. Oratore dei comizi per la libertà di Sacco e Vanzetti registratisi a Giulianova il 16 ottobre 1921 e l'8 gennaio 1922. Sul finire del 1921 ha nel frattempo lasciato il Partito comunista (PCdI) per tornare definitivamente all'anarchismo. Nei primi mesi del 1922, con l'involuzione degli eventi in Ucraina, Ettorre porta avanti un'importante campagna in solidarietà a Nestor Machno e contro la persecuzione in Russia di anarchici, sindacalisti e comunisti di sinistra. Tiene diverse conferenze sul tema Comunismo libertario e autoritario. S'incrinano inevitabilmente i rapporti con i comunisti italiani. D'accordo con Attilio Conti e con gli altri militanti del gruppo anarchico Carlo Pisacane di Castellamare Adriatico, fonda e dirige il periodico «L'Annunciatore», Organo degli anarchici d'Abruzzo. Successivamente il periodico cambia nome in «Aurora Libertaria». Contribuisce alla costituzione del locale gruppo comunista-anarchico La Luce. Al suo fianco opera anche Francesco Bentivoglio. Organizza a Giulianova lo sciopero del I maggio 1922 indetto dall'Alleanza del Lavoro (AdL), è oratore del comizio conclusivo. Attivissimo in questi mesi nella lotta anticapitalista. È tra i promotori del IV convegno che la Federazione anarchica abruzzese (FAA), aderente all'Unione anarchica italiana (UAI) tiene a Castellamare Adriatico il 7 maggio 1922 nei locali della sezione repubblicana di viale Regina Elena. Partecipa allo sciopero dell'agosto 1922 indetto dall'AdL, che a Giulianova si caratterizza con conflitti a fuoco con i fascisti. Subisce nello stesso mese la violenza fascista, a causa dell'invasione squadrista e poliziesca della cittadina adriatica. Il 7 ottobre 1922 subisce un pestaggio al termine del quale i fascisti gli incendiano la falegnameria e la casa. Nel 1923 il suo nome figura ancora in un elenco «di nominativi di anarchici costituenti una vasta organizzazione di propaganda sovversiva».

## Perseguitato politico antifascista
È per qualche mese esule in Francia. Durante gli anni della dittatura subisce numerosissimi fermi e perquisizioni; è oggetto anche di parecchie percosse, più volte ricevute con conseguenze permanentemente gravi per la salute. Oppositore irriducibile del regime, gli viene imposto nel 1930 la carta d'identità perché «pericoloso in linea politica e compreso nell'elenco delle persone da arrestare in determinate circostanze». Ammonito nel 1942 per disfattismo. Negli anni 1942-43, con vecchi e nuovi compagni (tra cui Alessandro Pica) è tra i fondatori del movimento clandestino "Italia Libera". Nel secondo dopoguerra scrive Le memorie di un perseguitato politico antifascista e riprende il proprio impegno politico e civile. Muore nel 1977.

## Fonti
- E. PUGLIELLI, Il movimento anarchico abruzzese 1907-1957, Textus, L'Aquila, 2010
- E. PUGLIELLI, Dizionario degli anarchici abruzzesi, CSL "C. Di Sciullo", Chieti, 2010
- ACS, CPC, b. 1897, f. ad nomen
- «L'Agitatore», Periodico settimanale anarchico, Bologna, 20 ottobre 1912; Ivi, 16 novembre 1912; P. BENTIVOGLIO, Nel Mondo Libertario. Giulianova, Ivi, 6 aprile 1913; Giulianova, Ivi, 19 gennaio 1913
- L. ETTORRE, Giulianova, «Volontà», Periodico di propaganda anarchica, Ancona, 13 settembre 1913; Giulianova. La nostra Casa del Popolo, Ivi, 22 agosto 1914; L. ETTORRE, Comunicati, Ivi, 12 settembre 1914
- L. ETTORRE, Dalla provincia. Ai compagni di Giulianova, «La Sveglia», Suona al sabato, Teramo, 23 maggio 1914
- L. ETTORRE, La patria si allarga! L'internazionale cammina! Ai traditori dell'internazionale, «Il Libertario», Giornale anarchico, La Spezia, 13 luglio 1916; L. ETTORRE, Una regione selvaggia, Ivi, 22 giugno 1916; L. ETTORRE, Gli sciacalli, Ivi, 27 luglio 1916; L. ETTORRE, Il pazzo errante dell'Abruzzo, Ivi, 10 agosto 1916
- Da Giulianova. Nuovo «Club Amici»!!, «Abruzzo Rosso», Organo settimanale della Federazione Socialista Abruzzese, Aquila, 7 settembre 1919; Comitato «Pro Giulianova», Ibidem; Da Giulianova. Combattenti in guardia!!!, Ivi, 4 ottobre 1919; Da Giulianova, Manifestazione proletaria, Ibidem; Da Giulianova. Grande comizio socialista, Ivi, 25 ottobre 1919; Da Giulianova, Comizio socialista, Ibidem; Da Castellammare Adriatico, Ivi, 25 ottobre 1919; La solenne proclamazione dei nostri candidati, Ivi, 7 novembre 1919; Il proletariato giuliese contro i dannunziani. Acerbo Fischiato, Ibidem; Danesi fischiato e sconfitto in contraddittorio, Ibidem; Comizio a Silvi, Ibidem
- Per l'azione rivoluzionaria. Riceviamo e pubblichiamo sopprimendo alcuni aggettivi un po' aspri... Giulianova, «Umanità Nova», Quotidiano anarchico, Milano (poi Roma), 30 marzo 1920; CIRCOLO GIOV. SOC., Per solidarietà coi fatti di Ancona. Giulianova, Ivi, 9 luglio 1920; L. ETTORRE, Per la liberazione di tutti i condannati politici. Giulianova, Ivi, 14 luglio 1920; MARGIO, Comizio di protesta contro gli eccidi. Giulianova, Ivi, 6 agosto 1920; MARGIO, Comizi e manifestazioni. Giulianova, Ivi, 2 settembre 1920; Pro Vittime politiche. L. ETTORRE, Caramanico, Ivi, 5 settembre 1920; MARGIO, Contro i mestatori del dannunzianismo. Giulianova, Ivi, 16 settembre 1920; Movimento Anarchico, MARGIO, Giulianova, Ivi, 22 settembre 1920; MARGIO, Comizi e conferenze. Il blocco che si sgretola. Teramo, Ivi, 10 ottobre 1920; MARGIO, Giulianova proletaria contro la scheda. Giulianova, Ivi, 13 ottobre 1920; MARGIO, Come si svolge la farsa elettorale. Giulianova, Ivi, 21 ottobre 1920; L. ETTORRE, Comunicati. Giulianova, Ivi, 25 novembre 1920; Ivi, 11 novembre 1920; Perché Sacco e Vanzetti non muoiano. In cento e cento comizi l'animo del popolo italiano ha vibrato domenica della più pura passione. ETTORRE, Giulianova, Ivi, 19 ottobre 1921; Propaganda. MARGIO, Giulianova, Ivi, 4 gennaio 1922; Lettere abruzzesi. L. ETTORRE, Anarchici e comunisti. Giulianova, Ivi, 7 gennaio 1922; Sopraffazioni poliziesche a Giulianova, Ivi, 11 gennaio 1922; L'agitazione nazionale per la vita di Sacco e Vanzetti. La manifestazione di domenica. Imponente comizio a Giulianova, Ibidem; Da Giulianova. Propaganda, Ivi, 18 febbraio 1922; Lettere Abruzzesi. Discussioni nostre. Giulianova, Ivi, 24 febbraio 1922; MARGIO, Da Giulianova. Per un numero unico, Ivi, 3 marzo 1922; Piccola Posta. L. ETTORRE, Giulianova, Ivi, 21 marzo 1922; MARGIO, Pubblicazioni nostre. È uscito «L'Annunciatore». Giulianova, Ivi, 24 marzo 1922; Comunicati. Giulianova, Ivi, 25 marzo 1922; F. BENTIVOGLIO, Piccola posta amministrativa, Ivi, 26 marzo 1922; Comunicati. Giulianova, Ivi, 2 aprile 1922; Comunicati. Giulianova, Ivi, 14 aprile 1922; Movimento Anarchico. Castellamare Adriatico. Ai Gruppi anarchici ed ai compagni, Ivi, 29 aprile 1922; MARGIO, A Giulianova, Ivi, 6 maggio 1922; LIBERO, IV Convegno della Federaz. Anarchica Abruzzese. Per la propaganda e per il quotidiano, Ivi, 13 maggio 1922; Metodi comunisti di discussione. Castellamare A., Ibidem; Comunicati. Giulianova, Ivi, 16 maggio 1922; Movimento Anarchico. Come si vuole aiutare «U. N.», Ibidem; Comunicati. Giulianova, Ivi, 8 giugno 1922; L. ETTORRE, Una lettera di Lidio Ettorre, Ivi, 14 ottobre 1922
- Giulianova, «Il Comunista», Organo della Frazione Comunista del Partito Socialista Italiano, Imola, 2 gennaio 1921
- In punta di penna, «L'Abruzzo Rosso», Organo del Partito Comunista d'Italia, Aquila, 24 marzo 1922; Questa è carina, Ibidem; Giulianova. A Lidio Ettorre. Per una risposta che nulla ha dimostrato, Ivi, 6 aprile 1922; Giulianova. Avviso importantissimo!!!, Ivi, 21 aprile 1922; A quando la dimostrazione?, Ivi, 21 aprile 1922; In punta di penna. Anarchici e comunisti, Ivi, 11 giugno 1922; Dalle Prov. Chieti-Teramo. Per il libertario Lidio Ettorre, Ivi, 18 giugno 1922; Da Giulianova. Sarebbe ora di finirla, Ivi, 25 giugno 1922; Dalle Prov. Chieti-Teramo. Per un libertario, Ivi, 2 luglio 1922; Dalle Prov. Chieti-Teramo. Per finirla col binomio Lidio Ettorre-Bentivoglio Francesco, Ivi, 23 luglio 1922; Da Giulianova, Ibidem; Da Giulianova. Le infami gesta fasciste a Giulianova, Ivi, 15 ottobre 1922
- Il primo maggio in Abruzzo. Nostre corrispondenze. Da Giulianova, «La Riscossa d'Abruzzo», Organo della Federazione Repubblicana Abruzzese-Molisana, Castellamare Adriatico, 6 maggio 1922